# Plaza de España (Madrid)
Plaza de España (česky Španělské náměstí) je velké náměstí a turistická destinace v centru španělského Madridu. Leží na západním konci ulice Gran Vía a východním konci ulice Princesa ve čtvrti Argüelles. Se svými 36 900 m² je Plaza de España jedno z největších španělských náměstí. Na náměstí se nachází pomník spisovatele Miguela de Cervantese y Saavedry a dva významné madridské mrakodrapy (Torre Madrid a Edificio España). Nedaleko od náměstí se rovněž nachází Královský palác (španělsky Palacio Real).

## Historie

3. května 1808, obraz Francisca Goyi zachycující popravu povstalců

Plaza de España se nachází na kopci jménem Príncipe Pío. Na tomto místě v roce 1808 Francouzi popravovali vězně zajaté během povstání proti francouzské invazi z 2. května téhož roku.

## Cervantesův památník
Uprostřed náměstí stojí památník španělského novelisty, básníka a dramatika Miguela de Cervantese y Saavedry. Autory památníku jsou architekti Rafael Martínez Zapatero a Pedro Muguruza a sochař Lorenzo Coullaut Valera. Většina památníku byla postavena mezi lety 1925 a 1930. Stavba byla dokončena mezi lety 1956 a 1967 a jejím vedoucím byl Federico Coullaut-Valera Mendigutia, syn původního sochaře.
V ústřední části památníku se nachází kamenná socha samotného Cervantese, která hledí na bronzové sochy Dona Quijota a Sancho Panzy. Po stranách jsou dvě kamenné sochy žen, reprezentace „pravých lásek“ Dona Quijota: jedna je prostá vesnická žena Aldonza Lorenzo a druhá krásná imaginární Dulcinea del Toboso.

### Galerie

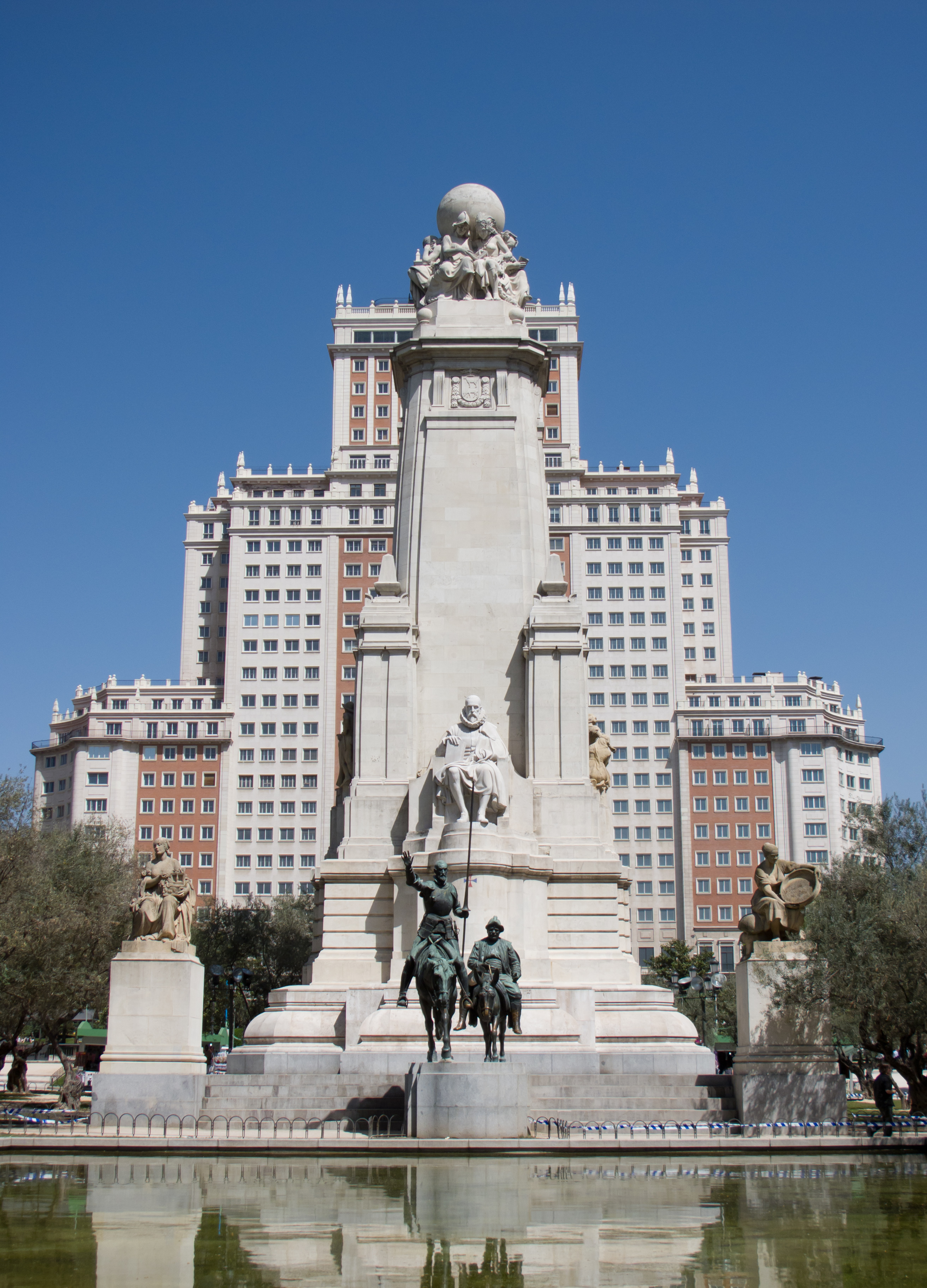
Památník a Edificio España
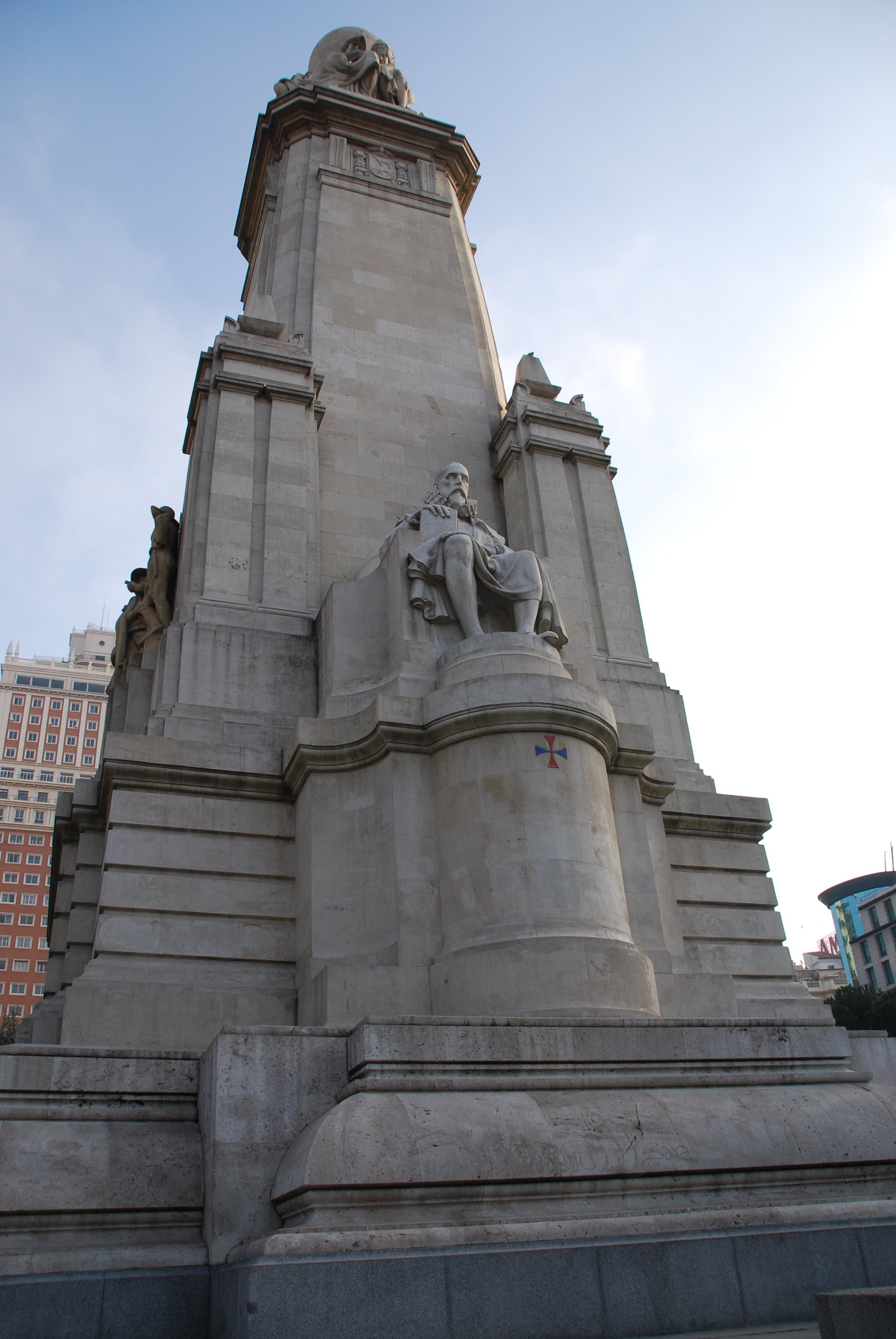
Detail – socha Miguela de Cervantese y Saavedry
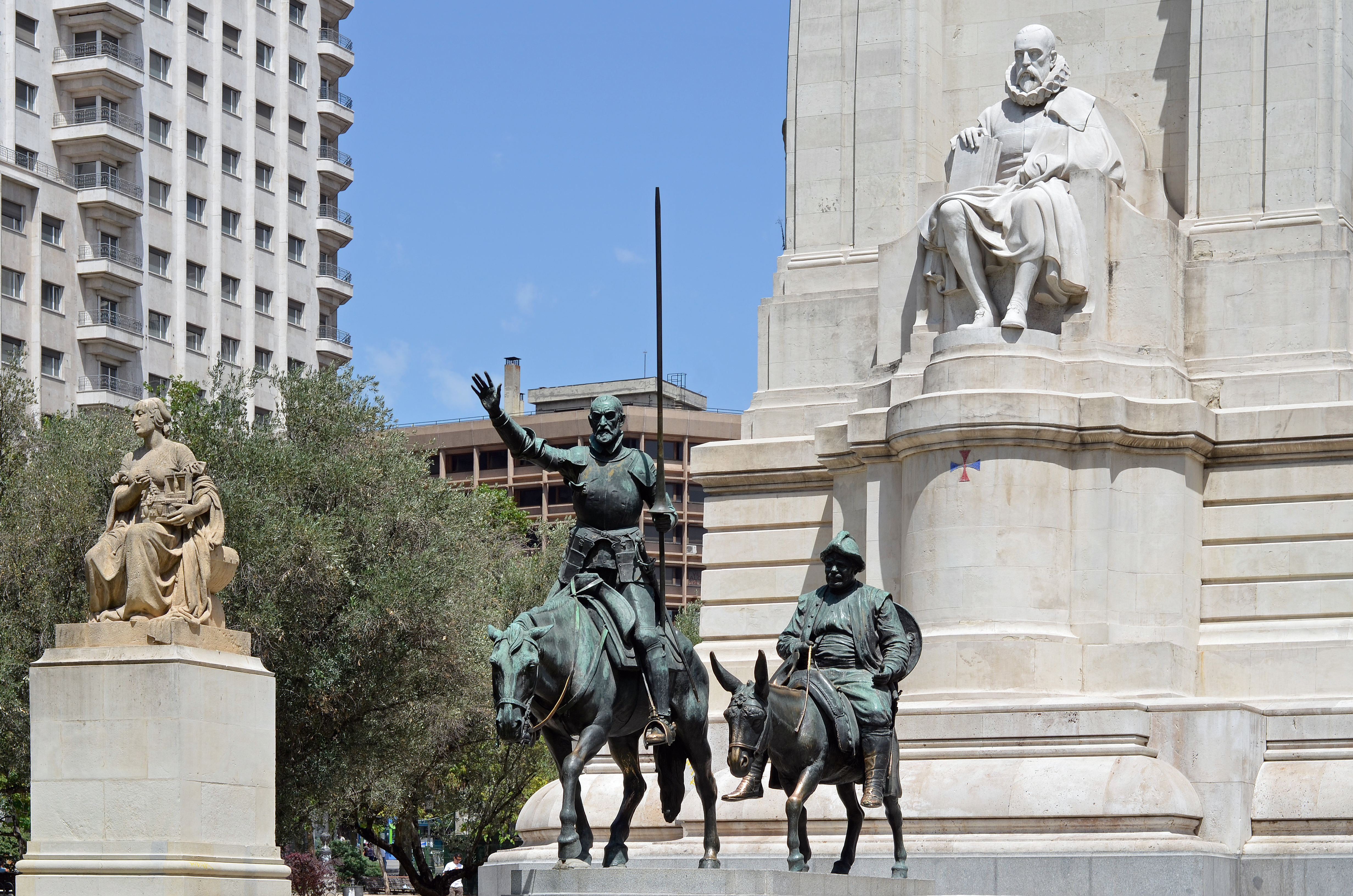
Detail – sochy Dona Quijota a Sancho Panzy
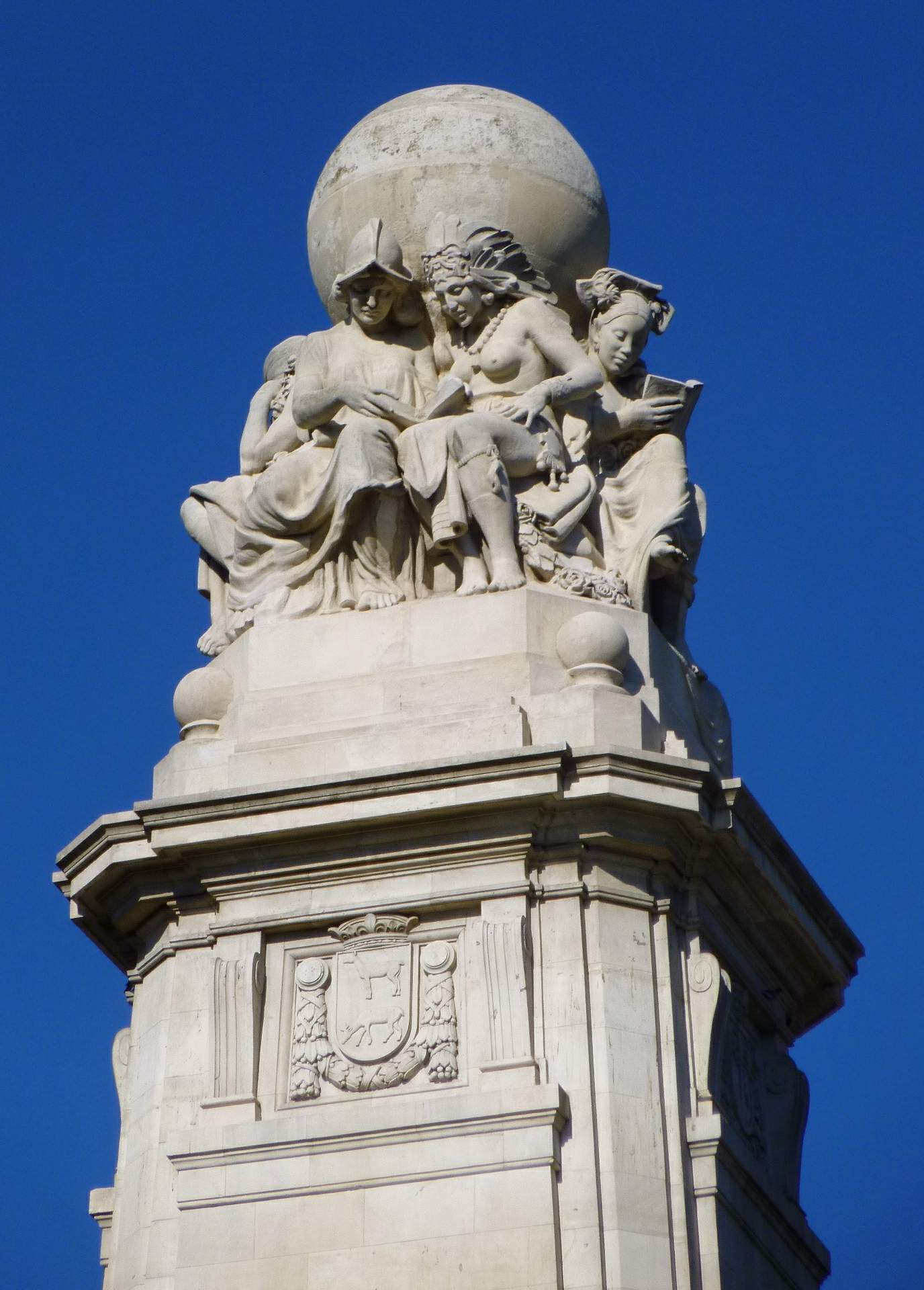
Detail – vrchol památníku
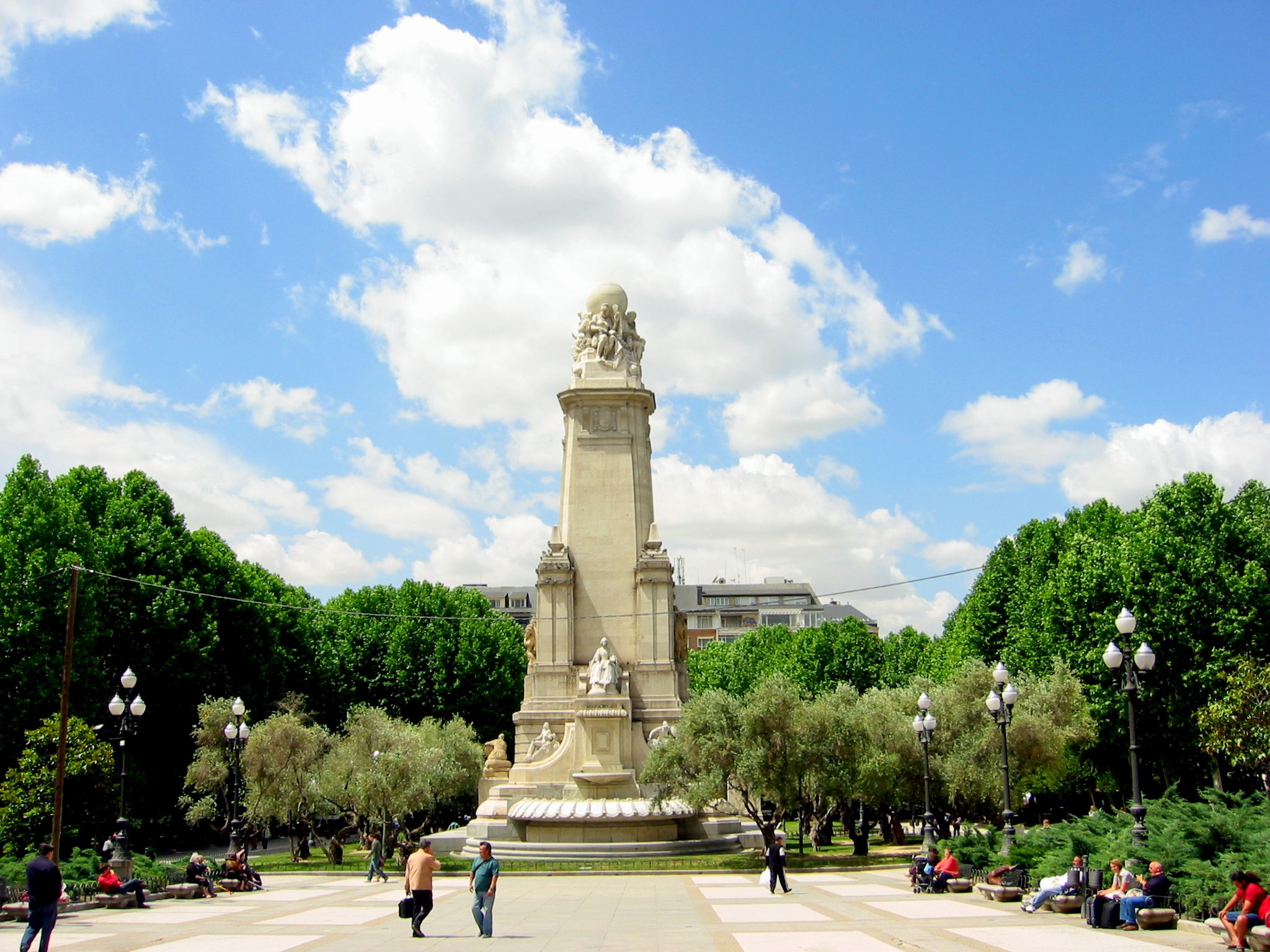
Pohled na památník v parku

## Přilehlé budovy

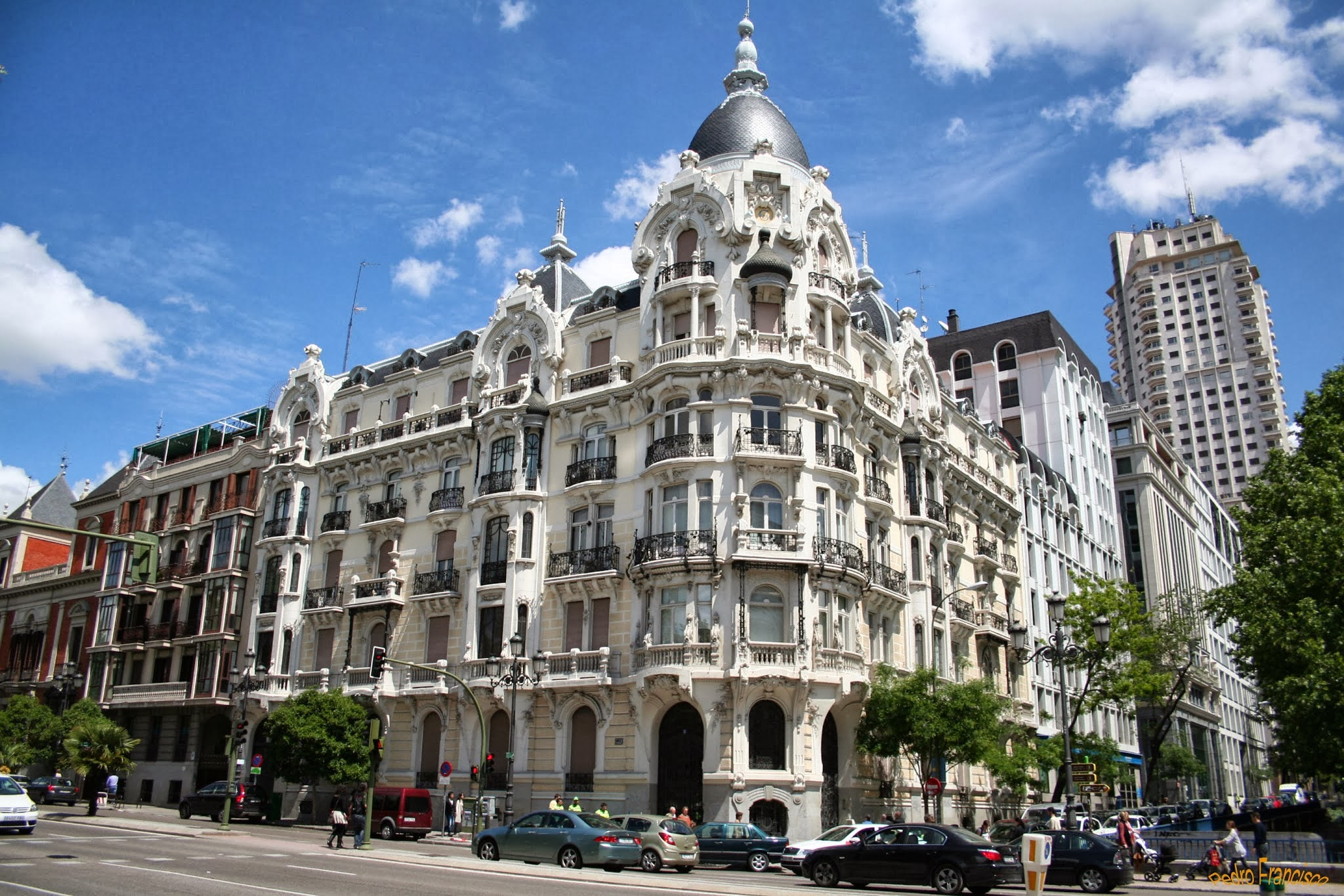
Casa Gallardo

Na náměstí lze nalézt dvě z nejvyšších madridských staveb: Torre Madrid a Edificio España. Torre de Madrid (142 m) se nachází na rohu Plaza de España při začátku ulice Calle Princesa. Byla postaven mezi lety 1954 a 1957 a svého času byla nejvyšší betonovou stavbou na světě a až do roku 1982, kdy byla postavena Torrespaña, byla nejvyšší budovou ve Španělsku. Edificio España (117 m) tvoří dominantu náměstí a byla postavena roku 1953. Dnes je osmou nejvyšší stavbou v Madridu, nicméně zůstává nevyužitá.
Nachází se zde také Casa Gallardo, dům postavený roku 1911 a považovaný za jednu z nejpřednějších ukázek secesní architektury ve městě.

## Doprava
Náměstí je obsluhovány mnohými denními i nočními autobusovými linkami. Kromě toho se ve východním rohu náměstí nachází vstup do stejnojmenné stanice metra. Stanice je obsluhována linkami 3 a 10 a je propojená se stanicí Noviciado linky 2.